# Lumină de iulie
Lumină de iulie este un film românesc din 1963 regizat de Gheorghe Naghi. Rolurile principale au fost interpretate de actorii George Calboreanu, Grigore Vasiliu-Birlic și Marcel Anghelescu.

## Distribuție
Distribuția filmului este alcătuită din:
- George Calboreanu — nea Ilie Manu, președintele GAC-ului Bozia
- Grigore Vasiliu-Birlic — Alexandru Decebal Ionescu zis „Papa Leon”, îngrijitor de vaci și pictor amator (menționat Gr. Vasiliu-Birlic)
- Marcel Anghelescu — Pavel Serea, secretarul organizației comunale PMR
- Colea Răutu — Toader Gruia, președintele GAC-ului Dumitrești (comuna vecină a Boziei)
- Titus Lapteș — nea Pătrașcu, inginerul agronom al GAC-ului Bozia
- Emilia Costa — Maria Serea, fiica secretarului, îngrijitoare de vaci
- George Motoi — Anton Vișan, inginer zootehnist repartizat la GAC Bozia (menționat George Mottoi)
- Mircea Cosma — Luș, brigadier zootehnist, îngrijitorul cailor de la GAC Bozia, iubitul gelos al Mariei Serea
- Aurel Cioranu — Victor, șofer de camion la GAC Bozia, prietenul vechi al lui Anton
- Margareta Pogonat — Chira Samoilă, îngrijitoare de găini, iubita lui Victor
- Remus Ionașcu — Tică, îngrijitorul de găini care voia să meargă la târg
- Mihai Mereuță — nea Dincă, îngrijitor de cai și pescar amator
- Alexandru Lungu — îngrijitor de cai și pescar amator
- Alexandra Polizu
- Elisabeta Preda
- Victoria Dobre-Obreja
- Gheorghe Gîmă
- Jana Gorea — agricultoare
- Alexandra Nicolau
- Ion Anghel — îngrijitor de cai
- Ioan Budiș

## Primire
Filmul a fost vizionat de 1.287.342 de spectatori în cinematografele din România, după cum atestă o situație a numărului de spectatori înregistrat de filmele românești de la data premierei și până la data de 31 decembrie 2014 alcătuită de Centrul Național al Cinematografiei.